# Jasmin Duehring
Jasmin Duehring , née Glaesser, Glässer le 8 juillet 1992 à Paderborn en Allemagne, est une coureuse cycliste canadienne, d'origine allemande. Elle pratique le cyclisme sur route et le cyclisme sur piste. En 2012, elle est médaillée de bronze de la poursuite par équipes aux Jeux olympiques à Londres, avec Tara Whitten et Gillian Carleton. Entre 2012 et 2016, elle compte huit médailles aux championnats du monde sur piste - quatre en argent et quatre en bronze - en poursuite par équipes et course aux points.

## Biographie
Son père Uwe Glaesser a été professeur à l'Institut Heinz Nixdorf de l'Université de Paderborn. Jasmin Glaesser est née en 1992 à Paderborn, en Allemagne. Elle émigre avec ses parents en 1999 au Canada et obtient en septembre 2011, la citoyenneté canadienne, ayant vécu douze ans dans le pays. Elle vit actuellement à Coquitlam, en Colombie-Britannique où elle étudie depuis 2010 l'informatique et les mathématiques à l'Université Simon Fraser à Burnaby,.
En 2010, elle devient double championne du Canada juniors (contre-la-montre et course en ligne). L'année suivante, elle remporte la médaille d'or de la poursuite par équipes aux Jeux panaméricains, avec ses compatriotes Laura Brown et Stephanie Roorda. Elle termine deuxième de la poursuite par équipes à Londres lors de la dernière manche de la coupe du monde sur piste.
Lors des championnats du monde sur piste 2012 à Melbourne, elle devient vice-championne du monde de la course aux points, derrière la Russe Anastasia Tchulkova. Elle s'adjuge également la médaille de bronze en poursuite par équipes, avec Tara Whitten et Gillian Carleton.
Aux Jeux olympiques de 2012 de Londres, Jasmin Glaesser remporte, associée à Gillian Carleton et Tara Whitten la médaille de bronze en poursuite par équipes. Au cours des championnats du monde sur piste 2013 de Minsk, elle termine (comme en 2012) troisième avec Laura Brown et Gillian Carleton de la poursuite par équipes.
Au printemps 2014, elle remporte deux nouvelles médailles aux championnats du monde sur piste de Cali. Elle remporte l'argent en poursuite par équipes et le bronze en course aux points. L'année suivante, elle ajoute une nouvelle médaille de bronze en poursuite par équipes.
Aux mondiaux 2016, elle est médaillée pour la cinquième fois d'affilée depuis 2012. Elle s'adjuge deux médailles d'argent en poursuite par équipes (derrière les États-Unis) et en course aux points derrière la Polonaise Katarzyna Pawłowska.

## Palmarès sur piste

### Jeux olympiques
- Londres 2012
  -  Médaillée de bronze de la poursuite par équipes (avec Tara Whitten et Gillian Carleton)
- Rio 2016
  -  Médaillée de bronze de la poursuite par équipes

### Championnats du monde
- Melbourne 2012
  -  Médaillée d'argent de la course aux points
  -  Médaillée de bronze de la poursuite par équipes (avec Tara Whitten et Gillian Carleton)
- Minsk 2013
  -  Médaillée de bronze de la poursuite par équipes
  - 15e de la course aux points
- Cali 2014
  -  Médaillée d'argent de la poursuite par équipes
  -  Médaillée de bronze de la course aux points
- Saint-Quentin-en-Yvelines 2015
  -  Médaillée de bronze de la poursuite par équipes
  - 6e de la poursuite individuelle
- Londres 2016
  -  Médaillée d'argent de la poursuite par équipes
  -  Médaillée d'argent de la course aux points
- Hong Kong 2017
  - 6e de la course aux points[8]
  - 6e de la poursuite par équipes[9]
  - 6e du scratch[10]
- Apeldoorn 2018
  - 7e du scratch[11]

### Coupe du monde
- 2011-2012
  - 2e de la poursuite par équipes à Londres
- 2012-2013
  - 1re de la poursuite par équipes à Aguascalientes (avec Gillian Carleton et Stephanie Roorda)
- 2013-2014
  - 1re de la poursuite par équipes à Guadalajara (avec Allison Beveridge, Laura Brown et Stephanie Roorda)
  - 2e de la poursuite par équipes à Manchester
  - 2e de la poursuite par équipes à Aguascalientes
- 2014-2015
  - 2e de la poursuite par équipes à Guadalajara
  - 2e de la course aux points à Londres
  - 3e de la poursuite par équipes à Londres
- 2015-2016
  - 1re de la poursuite par équipes à Cali (avec Allison Beveridge, Kirsti Lay et Stephanie Roorda)
  - 1re de la poursuite par équipes à Hong Kong (avec Laura Brown, Georgia Simmerling et Stephanie Roorda)
  - 2e de la poursuite par équipes à Cambridge
- 2016-2017
  - 2e du scratch à Los Angeles
  - 3e de la poursuite par équipes à Los Angeles
- 2017-2018
  - 2e de la course aux points à Milton
- 2019-2020
  - 3e de la poursuite par équipes à Cambridge
  - 3e de la poursuite par équipes à Brisbane

### Championnats panaméricains
- Aguascalientes 2014
  -  Médaillée d'or de la poursuite individuelle.
  -  Médaillée d'or de la course aux points.
  - Cinquième de la poursuite par équipes (avec Gillian Carleton, Allison Beveridge et Kirsti Lay)[12].
- Aguascalientes 2016
  -  Médaillée d'or de la poursuite par équipes (avec Ariane Bonhomme, Kinley Gibson et Jamie Gilgen)
  -  Médaillée d'or de la course aux points.
  -  Médaillée de bronze de la poursuite individuelle.
  - Cinquième de la course aux points[13].

### Jeux panaméricains
- Guadalajara 2011
  -  Médaillée d'or de la poursuite par équipes (avec Laura Brown et Stephanie Roorda)
- Toronto 2015
  -  Médaillée d'or de la poursuite par équipes (avec Laura Brown, Allison Beveridge et Kirsti Lay)
  -  Médaillée d'argent de l'omnium

### Championnats du Canada
- 2014
  -  Championne du Canada de poursuite
- 2015
  -  Championne du Canada de poursuite individuelle
  -  Championne du Canada de poursuite par équipes (avec Laura Brown, Stephanie Roorda et Georgia Simmerling)
  -  Championne du Canada de l'omnium
- 2017
  -  Championne du Canada de course à l'américaine (avec Allison Beveridge)
  -  Championne du Canada de poursuite par équipes (avec Allison Beveridge, Katherine Maine et Annie Foreman-Mackey)

## Palmarès sur route

### Par année
- 2010
  -  Championne du Canada du contre-la-montre juniors
  -  Championne du Canada sur route juniors
- 2013
  - 3e du championnat du Canada du contre-la-montre
- 2014
  - 2e du championnat du Canada du contre-la-montre
  - 3e du Chrono Gatineau
  - 3e du Grand Prix cycliste de Gatineau
- 2015
  -  Médaillée d'or sur route aux Jeux panaméricains
  -  Médaillée d'argent du contre-la-montre aux Jeux panaméricains
  - 2e du championnat du Canada du contre-la-montre
- 2016
  - 2e étape du Tour of the Gila
- 2017
  - 3e de la Cascade Cycling Classic
- 2018
  - 3e du Chrono Kristin Armstrong
- 2019
  - 3e du Tour of the Gila

### Classements mondiaux
| Année                                 | 2012 | 2013 | 2014 | 2015 | 2016 | 2017 | 2018 | 2019 |
| ------------------------------------- | ---- | ---- | ---- | ---- | ---- | ---- | ---- | ---- |
| Classement UCI                        | 143e | 290e | 71e  | 87e  | 211e | 169e | 207e | 312e |
| UCI World Tour                        |      |      |      |      | nc   | nc   | 202e | 216e |
|                                       |      |      |      |      |      |      |      |      |
| Légende : nc = non classéSource : UCI |      |      |      |      |      |      |      |      |